# Gud vår Fader
Gud vår Fader är en förbön av Harald Göransson och är skriven 1974. 

## Publicerad i
- Gudstjänstordning 1976, del II Musik.
- Den svenska kyrkohandboken 1986 under Kyrkans förbön.